# Завгородній Геннадій Сергійович
Геннадій Сергійович Завгородній (19 січня 1937, Дніпродзержинськ — 1 серпня 2014, Дніпропетровськ) — український прозаїк, журналіст. Брат Олександра Сергійовича Завгороднього.

## Життєпис
Народився у Дніпродзержинську Дніпропетровської області у родині українського письменника Сергія Олексійовича Завгороднього і журналістки Євгенії Меркуріївни Петришиної-Завгородньої. Мав брата Олександра (Олеся), поета, перекладача, лексикографа і сестру Світлану Графську (1938—2024), літературний псевдонім Любомир, авторку книжки поезій «Веретено вересня» (Дніпропетровськ: Січ, 2004).
Закінчив історико — філологічний факультет Дніпропетровського державного університету. Працював у багатотиражці заводу «Важпапірмаш», газеті «Прапор юності», завідував літературною частиною Дніпропетровського українського музично — драматичного театру ім. Т. Г. Шевченка.
Автор книги «Побачення в степу» (Дніпропетровськ: Промінь, 1965), повісті із кримськотатарських оповідок «Чан чала» (Дніпропетровськ: Січ, 2002). На основі цього твору написав кіносценарій «Гульнара», відзначений премією «Коронація слова» за 2012 рік, а 2014 року — за кіносценарій «Тайфі».